# Francisco Cerda
Francisco Cerdá was een legendarische golfer in Chili. Hij werd Cachulo genoemd en woonde in Llolleo.
Zijn zoon Francisco Jr wordt Pancho genoemd. Hij caddiede vier jaar lang voor zijn vader (1980-1983) en speelt nu op de Tour de las Americas. Eind 2011 behaalde hij zijn eerste overwinning, waardoor hij in de top-40 van de Order of Merit kwam en zich kwalificeerde voor het Cachagua Open in januari 2012.

## Gewonnen
- 1965: Chili Open
- 1966: Chili Open
- 1967: Chili Open
- 1969: Chili Open
- 1973: Chili Open
- 1974: Chili Open
- 1978: Chili Open

Cachulo overleed op 65-jarige leeftijd aan een hartaanval. Ter herinnering aan hem wordt sindsdien ieder jaar een Pro-Am gespeeld. De eerste editie werd in 2004 gewonnen door Felipe Aguilar.